# ITIDA
La Institución Educativa Técnico Industrial Blas Torres de la Torre (antes Escuela Industrial (1940-1960), Instituto Técnico Industrial del Atlántico (1960-2003) e Institución Educativa Técnico Industrial del Atlántico (2003-2007)) conocida como Instituto Técnico Industrial, Colegio Industrial o simplemente ITIDA es una institución educativa de carácter oficial perteneciente al municipio de Soledad, en el departamento colombiano de Atlántico.
Debe su nombre al maestro barranquillero licenciado en física y matemáticas Blas Torres de la Torre (1942-2009), quien fuere su rector por más de 30 años (1977-2007) y quién hizo las mayores contribuciones para mejorar la calidad educativa de la institución. 

## Historia

### Fundación y primeros años. Escuela Industrial (1940-1960)
En el año 1939 la Asamblea Departamental del Atlántico creó mediante la ordenanza número 046 la Escuela Industrial. Su funcionamiento fue reglamentado por el entonces Gobernador del Departamento del Atlántico, Dr. Juan Antonio Donado, mediante el decreto 038 de 1940. El inicio de las actividades académicas estaba programado para el lunes 4 de marzo de 1940, pero en realidad iniciaron una semana después, el 11 de marzo. Inició funciones bajo el mando del Dr. Wladimiro Woyno, quien fuere su fundador y rector hasta el año de 1949.
La Escuela arrancó con 25 alumnos en una edificación destinada a una exposición industrial, ubicada en la Calle 68 entre Carreras 47 y 48 del barrio Boston, al norte de Barranquilla. El inmueble fue acondicionado para funcionar como centro educativo y en la actualidad es sede de la Institución Educativa Colegio de Barranquilla.
Funcionó como una entidad puramente departamental hasta el año de 1958, cuando mediante un acto ejecutado por el Gobernador Cap. Julio César Reyes Canal pasó a depender directamente de la nación. Al momento de la nacionalización de la escuela el ciclo de formación técnica y académica era de cuatro años y el egresado obtenía el título de experto. 

### Instituto Técnico Industrial del Atlántico ITIDA (1960-2003)
En 1960, atendiendo a las características de Barranquilla como ciudad industrial y a la necesidad de elevar el nivel formativo de los jóvenes de la región, el ministerio de educación nacional elevó a la escuela al nivel de Instituto Técnico, fijando el ciclo de formación en siete años, otorgando el título de experto a los cuatro años de formación y el de Bachiller Técnico Industrial al finalizar los siete años. En 1974 se cambió el título de experto por el de práctico y se otorgaba de igual manera a los 4 años de formación. Finalmente este título fue revocado en 1980 y se empezó a otorgar únicamente el título de Bachiller Técnico Industrial a los seis años de formación.

#### Cambio de sede y llegada de Blas Torres de la Torre
En 1971 el ITIDA, bajo la rectoría de Francisco Alberto Matos Nuñez dejó su sede en el barrio Boston y se trasladó al municipio de Soledad, en un lote de ocho hectáreas donado por la Fundación Muvdi, ubicado en la margen occidental de la Autopista al Aeropuerto con Avenida Circunvalar.
En 1976 se dio un conflicto interno que terminó con la salida del rector Heriberto Ariza, esto ocasionó que el ministerio de educación llamara al licenciado Blas Torres de la Torre a presentar su concurso, inicialmente como coordinador de disciplina y tres meses después como rector de la institución. A su llegada encontró una institución con problemas en distintos aspectos. Apoyándose en la autonomía que le otorgó el ministerio de educación y rodeado por un equipo de docentes licenciados y una junta de padres de familia comprometidos, se planteó construir un nuevo ITIDA.
El ITIDA se convirtió en la primera (y hasta el momento única) institución educativa de Colombia en enseñar la mecánica de aviación como materia electiva para los alumnos.
En la última década del siglo XX se consolidó como una institución de nivel Alto, según las estadísticas del ICFES. En aquella década y en los primeros años del presente siglo veintisiete estudiantes fueron reconocidos con la mención Andrés Bello, el máximo reconocimiento otorgado por el ministerio de educación a los estudiantes con los mejores puntajes obtenidos en las pruebas de Estado de cada municipio y departamento. 
El ministerio de educación designó al instituto como la sede del Laboratorio Integrado de Ciencias (física, química y biología), a través de un convenio interinstitucional entre el instituto, la Universidad del Atlántico y la Universidad del Valle. Con este valioso recurso técnico y científico se abrió la puerta para que los estudiantes de las instituciones del convenio pudieran acercarse a las ciencias a través de la experimentación.
En la década final del siglo XX el instituto se armó para recibir el nuevo milenio con dos salas de informática, una sala de bilingüismo dotada con computadoras y un salón especializado para el dibujo técnico computarizado. 
En 1997 se habilitaron los edificios del comedor estudiantil (en convenio con el ICBF) y el edificio de bienestar escolar, con un consultorio médico, odontológico, psicológico y de psicorientación. Hoy en día solo estos dos últimos siguen en funcionamiento. 
A mediados de esa misma década se conformó una comisión de especialistas conformada por cuatro docentes del instituto, quienes fueron los encargados de realizar los estudios de factibilidad para presentar ante el congreso de la república un proyecto de ley que permitiera al instituto brindar educación superior, toda vez que la única institución de educación superior publica del departamento era la Universidad del Atlántico. Finalmente esto no se logró, pero permitió que se diera la creación de una nueva institución para cubrir ese vacío, así nació el Instituto Tecnológico de Soledad Atlántico.

## SigloXXI

### Institución Educativa Técnico Industrial del Atlántico (2003-2007)
Al comenzar el presente siglo, el gobierno nacional en aras de buscar la descentralización de la educación pública dejó la administración del instituto en responsabilidad directa de la Alcaldía Municipal de Soledad Archivado el 12 de agosto de 2020 en Wayback Machine. y en cumplimiento de las nuevas políticas en materia educativa se amplió la cobertura del instituto desde el último grado de educación preescolar y la primaria completa. El número de estudiantes se duplicó de 1300 a 2600, por lo que fue necesaria una reestructuración física del plantel educativo, el cual, al poseer ahora todos los niveles de educación básica y media se vio en la obligación de cambiar su denominación por la de Institución Educativa Técnico Industrial Del Atlántico, pero conservado la sigla ITIDA, que venía usándose desde 1960. Desde el año 2004 y de manera ininterrumpida la institución escaló en la clasificación del icfes del nivel Alto al nivel Superior.

### Institución Educativa Técnico Industrial Blas Torres de la Torre (desde 2007)
El 20 de noviembre del 2007, mediante el acuerdo 00087 del consejo de Soledad, refrendado por el alcalde José Zapata, se cambió el nombre de la institución por tercera vez al de Institución Técnico Industrial Blas Torres de la Torre, nombre con el que se identifica en la actualidad y que hace honor a quien fuere su rector por más de 30 años.

#### Alarma por enfermedad en 2011
En octubre del año 2011 se conoció la trágica noticia del fallecimiento de un estudiante de sexto grado víctima de una enfermedad indeterminada cuyos síntomas incluyen cefalea, fiebre y dificultad respiratoria. Los médicos descartaron meningitis, leptospirosis y dengue, pero no se dio un dictamen definitivo y no se realizó necropsia. El temor aumentó cuando un estudiante de 10 años presentó síntomas similares una semana después y tuvo que ser recluido en una Unidad de Cuidados Intensivos en la Clínica General del Norte de Barranquilla. Ante el temor de una epidemia los padres de familia decidieron no enviar a sus hijos a clases hasta que se comprobara que no había ningún virus o bacteria en la institución que pusiera en peligro a los alumnos. Las suposiciones tomaron más fuerza cuando un tercer estudiante de 12 años fue internado en el Hospital Universidad del Norte (contiguo a la institución) con síntomas similares a los de los dos anteriores. 
La rectora Florinda Martínez acordó con los padres la suspensión de las clases hasta que las secretarías de salud departamental y municipal determinaran que el plantel era seguro para el alumnado. Se iniciaron jornadas de fumigación, limpieza y exterminación de ratas en la institución para tranquilizar a la comunidad y prevenir posibles enfermedades.
Finalmente la secretaria de salud del departamento descartó una epidemia y la existencia de algún agente virulento o bacteriano que pudiera enfermar a los alumnos o causarles la muerte. El 2 de noviembre se llevó a cabo en una plaza del barrio Simón Bolívar de Barranquilla,  una reunión entre padres de familia, docentes y directivos del ITIDA y funcionarios de la secretaria de salud departamental, donde se les exigió a los entes de salud un certificado de que el ITIDA estaba libre de enfermedades para que accedieran a enviar a sus hijos a clases

#### Pandemia de SARS-Cov-2 de 2019-2020
A raíz de la pandemia de la enfermedad por coronavirus SARS-Cov-2 (COVID-19) el ITIDA, al igual que todas las instituciones educativas de Colombia tuvo que suspender las actividades académicas presenciales desde el 15 de marzo. Se tenían expectativas de un retorno a clases el 20 de abril, dicho regreso se pospuso hasta el 1 de junio y luego hasta el 1 de agosto. Finalmente la rectora Bienvenida Hernández tomó la determinación de no dar reinicio a las clases presenciales en el ITIDA ese año, puesto que esto significaba un riesgo inminente para todo el personal estudiantil, docentes y las familias. Desde el mes de abril la institución retomó actividades de manera virtual con la habilitación de una plataforma propia para la entrega de tareas y las clases virtuales por plataformas digitales. Se tiene planeado que los actos de graduación de la promoción 2020 sean por medio virtual facilitando la entrega de los diplomas por correo y una ceremonia por videoconferencia.